# Sooglossidae
Las ranas de las Seychelles (Sooglossidae) son un clado de anuros endémicos de las islas Seychelles. Hasta el 2006 se pensaba que incluía a los géneros Nesomantis y Sooglossus, pero estudios posteriores determinaron que se trataba del mismo género. Así mismo, la rana púrpura (Nasikabatrachus sahyadrensis) fue en un principio asignada al grupo monotípico Nasikabatrachidae, siendo incluida por Frost et al (2006) dentro de Sooglossidae y finalmente situada una vez más en su propio grupo.
Todas las especies son anfibios terrestres de unos 4 centímetros de longitud. Algunas de sus características son inusuales entre los neobatracios, como el amplexo inguinal, más primitivo que el habitual. Además, depositan sus huevos en tierra húmeda, no en el agua. Otras especies no pasan por la etapa de renacuajo, saliendo del huevo como pequeñas ranas completas, mientras que otras transportan los renacuajos en su lomo hasta su metamorfosis.

## Géneros
Se conocen los siguientes:
- Sechellophryne Nussbaum & Wu, 2007 (2 sp.)
- Sooglossus Boulenger, 1906 (2 sp.) [ tipo ]

## Filogenia
|  | Sechellophryne gardineri   |
|  |                            |
|  | Sechellophryne pipilodryas |
|  |                            |

|  | Sooglossus sechellensis |
|  |                         |
|  | Sooglossus thomasseti   |
|  |                         |

|  | Sechellophryne gardineri   |
|  |                            |
|  | Sechellophryne pipilodryas |
|  |                            |

|  | Sooglossus sechellensis |
|  |                         |
|  | Sooglossus thomasseti   |
|  |                         |

Cladograma basado en Van Der Meijden et al. (2007).